# Michael Arbib
Pour les articles homonymes, voir Arbib.
Michael Anthony Arbib (né le 28 mai 1940 en Angleterre) est un neuroscientifique, informaticien et mathématicien. Il est professeur adjoint de psychologie à l'université de Californie à San Diego et professeur émérite à l'université de Californie du Sud ; avant sa retraite en 2016, il était  Fletcher Jones professeur d'informatique, ainsi que professeur de sciences biologiques, de génie biomédical et de génie électrique, de neurosciences et psychologie.

## Formation et carrière
Arbib est né en Angleterre et a grandi en Australie. En 1960 il obtient un BSc (Hons) à l'université de Sydney.
Arbib obtient un Ph. D. en mathématiques au Massachusetts Institute of Technology en 1963 sous la direction de Henry McKean,, avec une thèse intitulée Hitting and Martingale Characterisations of One-Dimensional Diffusions. En tant qu'étudiant, il a également travaillé avec Warren McCulloch.
Arbib effectue un post-doc avec Rudolf Kalman à Stanford,.  Arbib passe cinq ans à Stanford, puis devient en 1970 le directeur-fondateur du département d'informatique et des sciences de l'information de l'université du Massachusetts à Amherst. Il reste dans le département jusqu'en 1986, date à laquelle il rejoint l'Université de Californie du Sud. Il part en retraite avec le statut de professeur émérite en 2016.

## Recherches
Arbib est informaticien et neuroscientifique théorique. Il soutient qu'en étudiant les principes de fonctionnement du cerveau d'un point de vue informatique, on peut à la fois en apprendre davantage sur le fonctionnement du cerveau et également acquérir des outils pour construire des machines d'apprentissage. Avec Richard Didday, il a développé l'un des premiers réseaux de neurones gagnant-gagnant (en) en 1970. Avec Giacomo Rizzolatti, le chef de l'équipe de recherche qui a découvert les neurones miroirs, et il a proposé un lien évolutif entre les neurones miroirs, l'imitation et l'évolution du langage.
Arbib est connu depuis les années 1960 pour son approche interdisciplinaire précurseur de la neuroinformatique, à une époque où cette discipline n'en était qu'à ses balbutiements. Le livre Cybernetics de Norbert Wiener et les travaux classiques de Warren McCulloch et Walter Pitts ont été une influence précoce. Arbib voit dans le cerveau quelque chose de fondamentalement différent d'un ordinateur et étudie les analogies et les différences à la fois par des méthodes mathématiques abstraites et par l'étude détaillée des réseaux neuronaux. Il étudie en particulier l'interaction entre les unités fonctionnelles motrices et perceptives (« schémas »). Il a déjà exposé son programme dans son livre Brains, Machines and Mathematics de 1964 (basé sur des cours donnés à l'Université de Nouvelle-Galles du Sud).

## Récompenses et honneurs
- En 1992, Arbib est élu membre de l'Association pour l'avancement de l'intelligence artificielle pour « son travail sur la théorie des schémas et les réseaux de neurones pour fournir une méthodologie de liaison entre l'intelligence artificielle distribuée et la théorie du cerveau[6]. »
- En 2008, Arbib est élu membre de l'Association américaine pour l'avancement des sciences[7].

## Ouvrages (sélection)
- (2016) avec James J. Bonaiuto, From neuron to cognition via computational neuroscience, MIT Press, novembre 206, 808 p. (ISBN 978-0-262-03496-8).
- (2012) How the brain got language: The mirror system hypothesis, Oxford University Press, 2012, 432 p. (ISBN 978-3-540-96539-8).
- (2003) avec Shunʼichi Amari, The handbook of brain theory and neural networks, MIT Press, 2003, 1290 p. (ISBN 9780262011976).
- (1989) The metaphorical brain 2: Neutral networks and beyond, Wiley, 1989, 2e éd. (1re éd. 1972), 474 p. (ISBN 978-0-471-09853-9).
- (1988) avec  Kfoury, A. J. et Moll, Robert N., An introduction to formal language theory. With contributions by James Pustejovsky., Springer-Verlag, coll. « Texts and Monographs in Computer Science », 1988, x+203 (ISBN 0-387-96698-6).
- (1987) Brains, machines, and mathematics, Springer-Verlag, 2e éd. (1re éd. McGraw-Hill 1964) (ISBN 978-3-540-96539-8).
- (1987) avec E. Jeffrey Conklin et Jane C. Hill From schema theory to language, Oxford University Press  (ISBN 0-19-504065-1)
- (1986) avec Mary B. Hesse The construction of reality Cambridge University Press  (ISBN 978-0-521-32689-6)
- (1986) avec Ernest G. Manes Algebraic approaches to program semantics Springer  (ISBN 978-0-387-96324-2)
- (1986) In search of the person: philosophical explorations in cognitive science University of Massachusetts Press,  (ISBN 0-87023-499-4)
- (1984) Computers and the cybernetic society (2e édition),  Academic Press  (ISBN 978-1-483-27200-9) (1re édition 1977)
- (1982) avec A.J. Kfoury et Robert N. Moll A programming approach to computability Springer  (ISBN 978-1-4612-5751-6)
- (1981) avec A.J. Kfoury et Robert N. Moll A basis for theoretical computer science Springer  (ISBN 978-0-387-90573-0)
- (1979) avec Suad Alagic, The design of well-structured and correct programs  (2e impression avec corrections), Springer-Verlag, coll. « Texts and Monographs in Computer Science », x+292 (ISBN 0-387-90299-6).
- (1975) avec Ernest G. Manes Arrows, structures, and functors: the categorical imperative Academic Press  (ISBN 0-12-059060-3)
- (1973) avec Louis Padulo System theory. A unified state-space approach to continuous and discrete systems Saunders  (ISBN 072-167035-0)
- (1969) Theories of abstract automata Prentice-Hall  (ISBN 0-13-913368-2)
- (1968) Algebraic theory of machines, languages and semigroups  (ISBN 0-12-059050-6)